# Grayson (Kalifornija)
Grayson je naseljeno područje za statističke svrhe u američkoj saveznoj državi Kalifornija. Prema popisu stanovništva iz 2010. u njemu je živjelo 952 stanovnika.